# 166748 Timrayschneider
166748 Timrayschneider è un asteroide della fascia principale. Scoperto nel 2002, presenta un'orbita caratterizzata da un semiasse maggiore pari a 2,8558493 UA e da un'eccentricità di 0,0600670, inclinata di 1,24151° rispetto all'eclittica.